# Grmeč

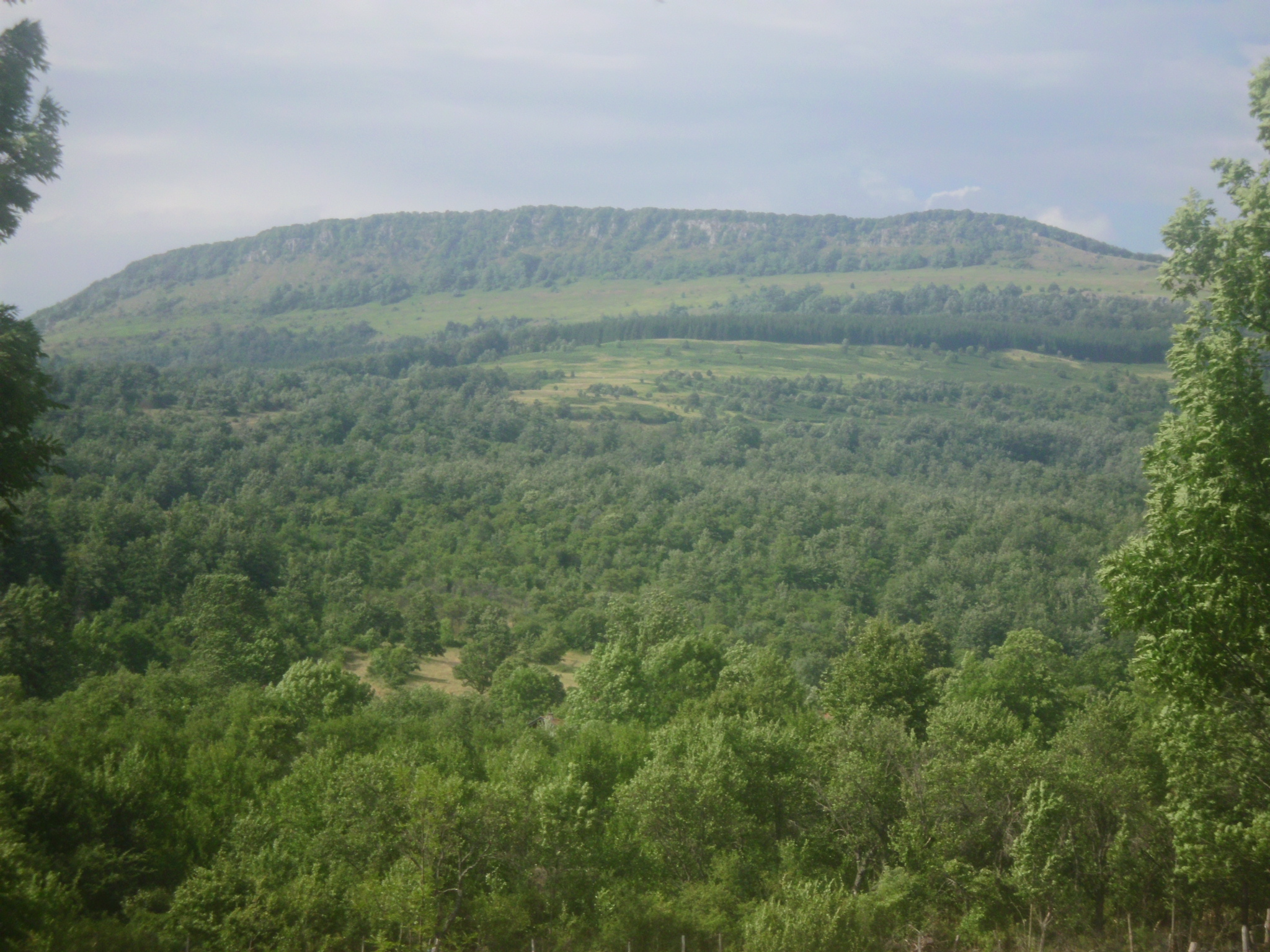
Grmeč

Grmeč – pasmo górskie w Górach Dynarskich. Leży w północno-zachodniej Bośni i Hercegowinie, niedaleko granicy z Chorwacją nad rzeką Una. Najwyższym szczytem jest Crni Vrh, który osiąga wysokość 1604 m. Główne miasta regionu to Bihać i Sanski Most. Od 1772 roku do wojny w 1992 roku na wzgórzu Mededa niedaleko Sanskiego Mostu odbywała się Grmečka korida.